# Væsen (film)
|  | Denne artikel er oprettet af botten Steenthbot ud fra en ekstern database. Den kan derfor have sproglige fejl eller mangler. Denne skabelon kan fjernes efter kontrol af indholdet. |

 For alternative betydninger, se Væsen. (Se også artikler, som begynder med Væsen)
Væsen er en dansk kortfilm fra 2012 instrueret af Adrian Dexter.

## Handling
En prins drager på en rejse for at redde sin døende far, drevet af frygten for at svigte ham.